# Çakmaklı
Çakmaklı ist ein Dorf (Köy) im Landkreis Ovacık der türkischen Provinz Tunceli. Im Jahre 2011 lebten in Çakmaklı 165 Menschen.